# Mylo Xyloto Tour
 (septembre 2024).
Le contenu est difficilement compréhensible vu les erreurs de traduction, qui sont peut-être dues à l'utilisation d'un logiciel de traduction automatique.
 (septembre 2024).
La mise en forme du texte ne suit pas les recommandations de Wikipédia : il faut le « wikifier ».
Les points d'amélioration suivants sont les cas les plus fréquents. Le détail des points à revoir est peut-être précisé sur la page de discussion.
- Les titres sont pré-formatés par le logiciel. Ils ne sont ni en capitales, ni en gras.
- Le texte ne doit pas être écrit en capitales (les noms de famille non plus), ni en gras, ni en italique, ni en « petit »…
- Le gras n'est utilisé que pour surligner le titre de l'article dans l'introduction, une seule fois.
- L'italique est rarement utilisé : mots en langue étrangère, titres d'œuvres, noms de bateaux, etc.
- Les citations ne sont pas en italique mais en corps de texte normal. Elles sont entourées par des guillemets français : « et ».
- Les listes à puces sont à éviter, des paragraphes rédigés étant largement préférés. Les tableaux sont à réserver à la présentation de données structurées (résultats, etc.).
- Les appels de note de bas de page (petits chiffres en exposant, introduits par l'outil «  Source ») sont à placer entre la fin de phrase et le point final[comme ça].
- Les liens internes (vers d'autres articles de Wikipédia) sont à choisir avec parcimonie. Créez des liens vers des articles approfondissant le sujet. Les termes génériques sans rapport avec le sujet sont à éviter, ainsi que les répétitions de liens vers un même terme.
- Les liens externes sont à placer uniquement dans une section « Liens externes », à la fin de l'article. Ces liens sont à choisir avec parcimonie suivant les règles définies. Si un lien sert de source à l'article, son insertion dans le texte est à faire par les notes de bas de page.
- La présentation des références doit suivre les conventions bibliographiques. Il est recommandé d'utiliser les modèles {{Ouvrage}}, {{Chapitre}}, {{Article}}, {{Lien web}} et/ou {{Bibliographie}}. Le mode d'édition visuel peut mettre en forme automatiquement les références.
- Insérer une infobox (cadre d'informations à droite) n'est pas obligatoire pour parachever la mise en page.

Pour une aide détaillée, merci de consulter Aide:Wikification.
Si vous pensez que ces points ont été résolus, vous pouvez retirer ce bandeau et améliorer la mise en forme d'un autre article.
Tournées par Coldplay
Viva La Vida Tour Ghost Stories Tour
Le Mylo Xyloto Tour était la cinquième tournée de concerts entreprise par le groupe de rock britannique Coldplay . Il a été annoncé pour soutenir leur cinquième album, Mylo Xyloto (2011), et a débuté le 3 décembre 2011 au SEC Centre d'Écosse, après une série de performances promotionnelles et de festivals, notamment Austin City Limits, Glastonbury, Lollapalooza, et Rock in Rio.

## Arrière-plan

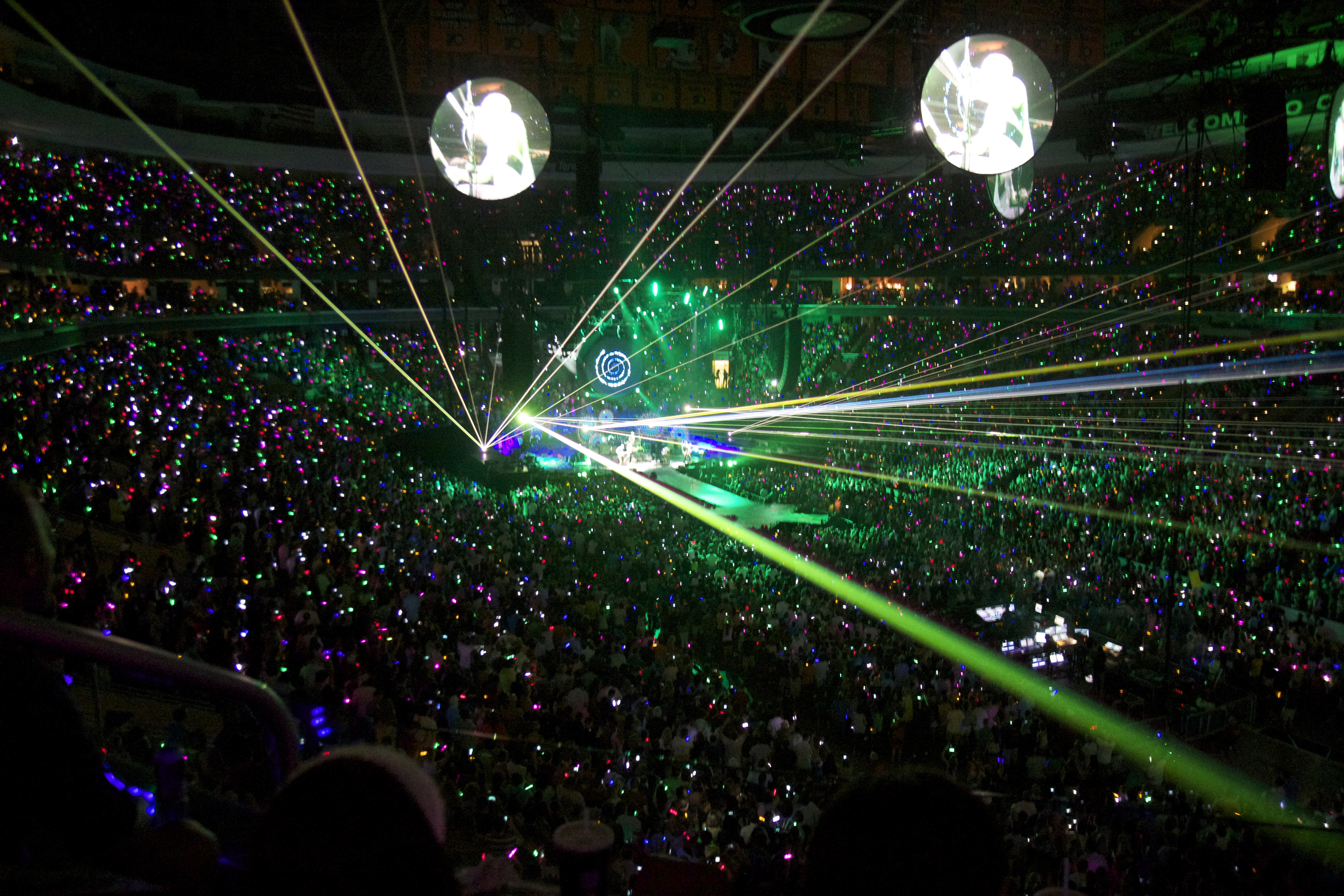
Les visuels étaient centrés sur les Xylobands et les affichages d'éclairage laser.

Après avoir consacré l'été 2011 à une tournée promotionnelle en Europe, aux Amériques et en Afrique, le groupe a annoncé la tournée via son compte Twitter en septembre 2011. Les premières dates dévoilées seront au Royaume-Uni, en France, en Allemagne et en Belgique. Une série de répétitions a été ajoutée pour octobre et novembre, permettant au groupe de participer à des festivals de radio et à des concerts exclusifs aux fans. En raison de la demande, le groupe a ajouté des concerts supplémentaires au Royaume-Uni. L’une de ces dates est un concert à Dingwalls à Londres. Ici, le groupe a joué plusieurs concerts pour aider à financer son premier album . Plus tard en novembre, d'autres dates ont été ajoutées au Royaume-Uni, cette fois dans des stades en juin 2012. Les billets pour les spectacles de Coventry, Manchester, Sunderland et Londres ont été vendus en moins de deux heures. La tournée a débuté par un concert diffusé en direct à Madrid. Chaque membre du groupe a reçu 10,2 millions de livres sterling après impôts sur les 118,4 millions de livres sterling réalisés.

## Diffusions et enregistrements
Avant la tournée, le groupe a donné un concert promotionnel à Madrid qui a été diffusé en direct sur YouTube (dans le cadre de la série Unstaged ). Le groupe a interprété des chansons de Mylo Xyloto aux côtés de leurs succès précédents. Le concert a été diffusé le 26 octobre 2011. Le spectacle n'a pas seulement été diffusé sur YouTube, mais a également été vu à Times Square, à New York. Les internautes ont pu visionner des contenus exclusifs, dont une interview d'avant-spectacle et des images du soundcheck du groupe, et ont également pu sélectionner leur vue de caméra, allant de « devant la scène » à « aérienne ». Le spectacle a été réalisé par Anton Corbijn et présenté par American Express. La diffusion en direct sur le Web aurait été regardée par près de 20 millions de personnes. Une rediffusion de l'émission sur Vevo a été vue par près de 8 millions de personnes.
Le concert du 1er juin à l'Emirates Stadium de Londres a été diffusé sur Absolute Radio. Intitulé Coldplay: Live at the Emirates, le spectacle a été diffusé dans son intégralité en direct et sans interruption. Avant la diffusion du concert, DJ Geoff Lloyd a organisé un « Coldplay Hometime Special ». Le programme comprenait des interviews du groupe, ainsi que les tubes du groupe. Un album live et un film de concert, intitulés Live 2012, sont sortis en 2012.

## Réception
Selon Pollstar, Coldplay a rapporté 181 396 540 $ grâce à 2 100 124 billets vendus lors de 75 dates déclarées. Plus de 170 millions de dollars ont été gagnés grâce aux concerts donnés en 2012, ce qui a placé le groupe au quatrième rang sur la liste du magazine des tournées les plus réussies de l'année.

## Setlists
| En 2011 à la Plaza de Toros à Madrid | En 2012 à l’Emirates Stadium de Londres |
| --- | --- |
| Scène principale 1. Back to the Future (de Back to the Future) 2. Mylo Xyloto 3. Hurts Like Heaven 4. Yellow 5. In My Place 6. Major Minus 7. Lost! 8. The Scientist 9. Violet Hill 10. God Put a Smile upon Your Face 11. Paradise B-stage 1. Up in Flames 2. ‘Til Kingdom Come Scène principale 1. Politik 2. Viva la Vida 3. Charlie Brown 4. Life Is for Living 5. Clocks 6. Fix You 7. M.M.I.X. 8. Every Teardrop Is a Waterfall | Scène principale 1. Back to the Future (de Back to the Future) 2. Mylo Xyloto 3. Hurts Like Heaven 4. In My Place 5. Major Minus 6. Lovers in Japan 7. The Scientist 8. Yellow 9. Violet Hill 10. God Put a Smile upon Your Face B-stage 1. Princess of China 2. Up in Flames 3. Warning Sign Scène principale 1. A Hopeful Transmission 2. Don't Let It Break Your Heart 3. Viva la Vida 4. Charlie Brown 5. Paradise 6. Us Against the World 7. Speed of Sound 8. Clocks 9. Fix You 10. M.M.I.X. 11. Every Teardrop Is a Waterfall |

## Dates de la tournée
| Date (2011) | Ville      | Pays                | Site                          | Première partie | Affluence       | Recettes (en $) |
| ----------- | ---------- | ------------------- | ----------------------------- | --------------- | --------------- | --------------- |
| 3 Décembre  | Glasgow    | Ecosse              | SEC Centre                    | Emeli Sandé     | 9,243 / 9,654   | 779,077         |
| 4 Décembre  | Manchester | Angleterre          | Manchester Evening News Arena | Marina          | 18,103 / 18,305 | 1,534,300       |
| 9 Décembre  | London     | Angleterre          | The O2 Arena                  | Emeli Sandé     | 16,632 / 16,800 | 1,437,086       |
| 14 Décembre | Paris      | France              | Bercy Arena                   | Emeli Sandé     | 16,500 / 17,000 | 1,170,338       |
| 15 Décembre | Cologne    | Allemagne           | Lanxess Arena                 | Emeli Sandé     | 16,139 / 16,139 | 1,187,492       |
| 17 Décembre | Rotterdam  | Pays-Bas            | Sportpaleis van Ahoy          | Emeli Sandé     | 7,799 / 7,799   | 446,087         |
| 18 Décembre | Antwerp    | Belgique            | Sportpaleis                   | Emeli Sandé     | 18,340 / 18,340 | 1,516,405       |
| 20 Décembre | Frankfurt  | Allemagne           | Festhalle                     | Emeli Sandé     | 15,148 / 15,148 | 1,179,503       |
| 21 Décembre | Berlin     | Allemagne           | O2 World                      | Emeli Sandé     | 14,623 / 14,623 | 1,146,062       |
| 23 Décembre | Abu Dhabi  | Émirats arabes unis | Volvo Ocean Race              | NC              | NC              | NC              |

| Date (2012)  | Ville            | Pays               | Site                          | Première Partie             | Affluence                     | Recettes (en $) |
| ------------ | ---------------- | ------------------ | ----------------------------- | --------------------------- | ----------------------------- | --------------- |
| 17 Avril     | Edmonton         | Canada             | Rexall Place                  | Metronomy The Pierces       | 14,306 / 16,238               | 1,221,743       |
| 18 Avril     | Calgary          | Canada             | Scotiabank Saddledome         | Metronomy The Pierces       | 14,463 / 14,463               | 1,273,387       |
| 20 Avril     | Vancouver        | Canada             | Rogers Arena                  | Metronomy The Pierces       | 31,766 / 34,000               | 2,774,380       |
| 21 Avril     | Vancouver        | Canada             | Rogers Arena                  | City and Colour The Pierces | 31,766 / 34,000               | 2,774,380       |
| 24 Avril     | Portland         | Etats-Unis         | Rose Garden                   | Metronomy The Pierces       | 12,966 / 12,966               | 1,076,567       |
| 25 Avril     | Seattle          | Etats-Unis         | KeyArena                      | Metronomy The Pierces       | 14,244 / 14,244               | 1,209,544       |
| 27 Avril     | San Jose         | Etats-Unis         | HP Pavilion                   | Metronomy The Pierces       | 33,894 / 33,894               | 2,612,395       |
| 28 Avril     | San Jose         | Etats-Unis         | HP Pavilion                   | Metronomy The Pierces       | 33,894 / 33,894               | 2,612,395       |
| 1 Mai        | Los Angeles      | Etats-Unis         | Hollywood Bowl                | Metronomy The Pierces       | 49,466 / 49,466               | 4,158,205       |
| 2 Mai        | Los Angeles      | Etats-Unis         | Hollywood Bowl                | Metronomy The Pierces       | 49,466 / 49,466               | 4,158,205       |
| 4 Mai        | Los Angeles      | Etats-Unis         | Hollywood Bowl                | Metronomy The Pierces       | 49,466 / 49,466               | 4,158,205       |
| 18 Mai       | Porto            | Portugal           | Estádio do Dragão             | Marina Rita Ora             | 52,457 / 52,457               | 4,631,908       |
| 20 Mai       | Madrid           | Espagne            | Vicente Calderón Stadium      | Marina Rita Ora             | 50,873 / 50,873               | 3,820,451       |
| 22 Mai       | Nice             | France             | Stade Charles-Ehrmann         | Marina Rita Ora             | 43,364 / 43,364               | 2,902,592       |
| 24 Mai       | Turin            | Italie             | Stadio Olimpico Grande Torino | Marina Rita Ora             | 39,778 / 39,778               | 2,752,188       |
| 26 Mai       | Zürich           | Suisse             | Letzigrund                    | Marina Rita Ora             | 48,826 / 48,826               | 6,389,495       |
| 29 Mai       | Coventry         | Angleterre         | Ricoh Arena                   | Robyn Rita Ora              | 40,498 / 40,498               | 3,609,630       |
| 1 Juin       | London           | Angleterre         | Emirates Stadium              | Marina Ash                  | 173,596 / 173,596             | 14,421,506      |
| 2 Juin       | London           | Angleterre         | Emirates Stadium              | Robyn Rita Ora              | 173,596 / 173,596             | 14,421,506      |
| 4 Juin       | London           | Angleterre         | Emirates Stadium              | Robyn Rita Ora              | 173,596 / 173,596             | 14,421,506      |
| 7 Juin       | Sunderland       | Angleterre         | Stadium of Light              | Robyn Rita Ora              | 52,320 / 52,320               | 4,331,891       |
| 9 Juin       | Manchester       | Angleterre         | Etihad Stadium                | Robyn Charli XCX            | 113,256 / 113,256             | 9,082,660       |
| 10 Juin      | Manchester       | Angleterre         | Etihad Stadium                | Robyn Rita Ora              | 113,256 / 113,256             | 9,082,660       |
| 22 Juin      | Dallas           | Etats-Unis         | American Airlines Center      | Robyn Wolf Gang             | 33,532 / 33,532               | 2,581,064       |
| 23 Juin      | Dallas           | Etats-Unis         | American Airlines Center      | Robyn Wolf Gang             | 33,532 / 33,532               | 2,581,064       |
| 25 Juin      | Houston          | Etats-Unis         | Toyota Center                 | Robyn Wolf Gang             | 26,763 / 26,763               | 2,237,219       |
| 26 Juin      | Houston          | Etats-Unis         | Toyota Center                 | Robyn Wolf Gang             | 26,763 / 26,763               | 2,237,219       |
| 28 Juin      | Tampa            | Etats-Unis         | St. Pete Times Forum          | Robyn Wolf Gang             | 15,934 / 16,830               | 1,205,475       |
| 29 Juin      | Miami            | Etats-Unis         | American Airlines Arena       | Robyn Wolf Gang             | 18,266 / 18,266               | 1,314,147       |
| 2 Juillet    | Atlanta          | Etats-Unis         | Philips Arena                 | Robyn Wolf Gang             | 17,218 / 17,218               | 1,220,718       |
| 3 Juillet    | Charlotte        | Etats-Unis         | Time Warner Cable Arena       | Robyn Wolf Gang             | 15,509 / 15,509               | 1,230,556       |
| 5 Juillet    | Philadelphia     | Etats-Unis         | Wells Fargo Center            | Robyn Wolf Gang             | 33,680 / 33,680               | 2,745,129       |
| 6 Juillet    | Philadelphia     | Etats-Unis         | Wells Fargo Center            | Robyn Wolf Gang             | 33,680 / 33,680               | 2,745,129       |
| 8 Juillet    | Washington, D.C. | Etats-Unis         | Verizon Center                | Robyn Wolf Gang             | 32,666 / 32,666               | 2,710,116       |
| 9 Juillet    | Washington, D.C. | Etats-Unis         | Verizon Center                | Robyn Wolf Gang             | 32,666 / 32,666               | 2,710,116       |
| 23 Juillet   | Toronto          | Canada             | Air Canada Centre             | Marina Emeli Sandé          | 35,434 / 35,434               | 3,371,995       |
| 24 Juillet   | Toronto          | Canada             | Air Canada Centre             | Marina Emeli Sandé          | 35,434 / 35,434               | 3,371,995       |
| 26 Juillet   | Montreal         | Canada             | Bell Centre                   | Marina Charli XCX           | 36,893 / 36,893               | 3,211,762       |
| 27 Juillet   | Montreal         | Canada             | Bell Centre                   | Marina Charli XCX           | 36,893 / 36,893               | 3,211,762       |
| 29 Juillet   | Boston           | Etats-Unis         | TD Garden                     | Marina Emeli Sandé          | 32,248 / 32,248               | 2,744,129       |
| 30 Juillet   | Boston           | Etats-Unis         | TD Garden                     | Marina Emeli Sandé          | 32,248 / 32,248               | 2,744,129       |
| 1 Août       | Auburn Hills     | Etats-Unis         | The Palace of Auburn Hills    | Marina Emeli Sandé          | 15,401 / 15,401               | 1,185,387       |
| 3 Août       | East Rutherford  | Etats-Unis         | Izod Center                   | Marina Emeli Sandé          | 37,225 / 37,225               | 3,286,692       |
| 4 Août       | East Rutherford  | Etats-Unis         | Izod Center                   | Marina Emeli Sandé          | 37,225 / 37,225               | 3,286,692       |
| 7 Août       | Chicago          | Etats-Unis         | United Center                 | Marina Charli XCX           | 33,995 / 33,995               | 2,893,220       |
| 8 Août       | Chicago          | Etats-Unis         | United Center                 | Marina Charli XCX           | 33,995 / 33,995               | 2,893,220       |
| 10 Août      | Saint Paul       | Etats-Unis         | Xcel Energy Center            | Marina Charli XCX           | 28,257 / 33,666               | 2,472,728       |
| 11 Août      | Saint Paul       | Etats-Unis         | Xcel Energy Center            | Marina Charli XCX           | 28,257 / 33,666               | 2,472,728       |
| 28 Août      | Copenhagen       | Danemark           | Telia Parken                  | Marina Charli XCX           | 50,595 / 50,595               | 3,642,345       |
| 30 August    | Stockholm        | Suède              | Stockholm Olympic Stadium     | Marina Charli XCX           | 33,801 / 33,801               | 3,044,876       |
| 2 Septembre  | Saint-Denis      | France             | Stade de France               | Marina Charli XCX           | 77,813 / 77,813               | 6,346,611       |
| 4 Septembre  | Cologne          | Allemagne          | RheinEnergieStadion           | Marina Charli XCX           | 43,952 / 43,952               | 3,358,278       |
| 6 Septembre  | The Hague        | Pays-Bas           | Malieveld                     | Marina Charli XCX           | 68,274 / 68,274               | 5,119,662       |
| 12 Septembre | Munich           | Allemagne          | Olympiastadion                | Marina Charli XCX           | 54,017 / 54,017               | 4,200,997       |
| 14 Septembre | Leipzig          | Allemagne          | Red Bull Arena                | Marina Charli XCX           | 35,075 / 37,000               | 2,668,989       |
| 16 Septembre | Prague           | République tchèque | Synot Tip Arena               | Marina Charli XCX           | 34,609 / 34,609               | 2,600,696       |
| 19 Septembre | Warsaw           | Pologne            | Stadion Narodowy              | Marina Charli XCX           | 40,492 / 40,492               | 2,337,942       |
| 22 Septembre | Hanover          | Allemagne          | AWD-Arena                     | Marina Charli XCX           | 43,414 / 43,414               | 3,295,516       |
| 10 Novembre  | Auckland         | Nouvelle Zélande   | Mount Smart Stadium           | The Temper Trap The Pierces | 37,394 / 37,394               | 3,939,002       |
| 13 Novembre  | Melbourne        | Australie          | Etihad Stadium                | The Temper Trap The Pierces | 63,378 / 63,378               | 7,271,332       |
| 17 Novembre  | Sydney           | Australie          | Allianz Stadium               | The Temper Trap The Pierces | 92,717 / 92,717               | 10,755,464      |
| 18 Novembre  | Sydney           | Australie          | Allianz Stadium               | The Temper Trap The Pierces | 92,717 / 92,717               | 10,755,464      |
| 21 Novembre  | Brisbane         | Australie          | Suncorp Stadium               | The Temper Trap The Pierces | 51,435 / 51,435               | 6,014,804       |
| 29 Décembre  | Uncasville       | Etats-Unis         | Mohegan Sun Arena             | Naturally 7                 | 6,518 / 6,518                 | 918,355         |
| 30 Décembre  | New York City    | Etats-Unis         | Barclays Center               | Naturally 7                 | 16,014 / 16,014               | 1,934,872       |
| 31 Décembre  | New York City    | Etats-Unis         | Barclays Center               | NC                          | 16,105 / 16,105               | 2,871,570       |
| Total        | Total            | Total              | Total                         | Total                       | 2,100,124 / 2,113,801 (99.3%) | 181,396,540     |

## Spectacles annulés
| Date (2013) | Ville           | Pays      | Lieu                    | Raison                                               | Ref.   |
| ----------- | --------------- | --------- | ----------------------- | ---------------------------------------------------- | ------ |
| 5 février   | São Paulo       | Brésil    | Stade de Morumbi        | « Des circonstances indépendantes de notre volonté » | [ 18 ] |
| 7 février   | Porto Alegre    | Brésil    | Stade de Zequinha       | « Des circonstances indépendantes de notre volonté » | [ 18 ] |
| 9 février   | La Plata        | Argentine | Stade Único de La Plata | « Des circonstances indépendantes de notre volonté » | [ 18 ] |
| 12 février  | Santiago        | Chili     | Stade Monumental        | « Des circonstances indépendantes de notre volonté » | [ 18 ] |
| 15 février  | Ville de Mexico | Mexique   | Forum Sol               | « Des circonstances indépendantes de notre volonté » | [ 18 ] |
| 18 février  | Zapopan         | Mexique   | Stade Tres de Marzo     | « Des circonstances indépendantes de notre volonté » | [ 18 ] |
| 19 février  | Saint Nicolas   | Mexique   | Stade universitaire     | « Des circonstances indépendantes de notre volonté » | [ 18 ] |